# Hermann Wissmann
Hermann Wilhelm Leopold Ludwig Wissmann (Francoforte sull'Oder, 4 settembre 1853 – Weißenbach bei Liezen, 15 giugno 1905) è stato un esploratore tedesco.
Dal 1890 von Wissmann, fu il padre dell'omonimo geografo ed esploratore Hermann von Wissmann.

## Gioventù
Nato a Francoforte sull'Oder, Wissmann si arruolò nell'esercito nel 1870 e fu nominato tenente quattro anni dopo. Wissmann prestò servizio nel Füsilierregiment No. 90 di Meclemburgo stanziato a Rostock. In questo periodo dovette scontare quattro mesi di carcere per aver ferito un avversario in duello. Nel 1879 un incontro fortuito con l'esploratore Paul Pogge ne cambiò la vita.

## Africa
Dopo aver ottenuto una licenza dall'esercito, nel 1880 Wissmann accompagnò Paul Pogge in un viaggio nel bacino del fiume Congo. In Congo orientale Pogge e Wissmann si separarono. Pogge rimase a costruire una stazione di ricerca agricola per un capo congolese, mentre Wissmann marciò fino all'oceano Indiano attraversando l'attuale Tanzania. In seguito Wissmann fu assunto da re Leopoldo II del Belgio, che stava cercando di costruirsi un impero personale in Africa noto come Stato Libero del Congo.
Nel marzo 1883 Wissmann diede il nome di "Zappo Zap" ad un capo Songye noto come Nsapu Nsapu che comandava la città di Mpengie, parte del regno di Ben'Eki in Kasai orientale.
Si trattava di un insediamento di oltre 1000 persone, molti dei quali schiavi guerrieri, ad est del fiume Sankuru tra Kabinda e Lusambo.
Il popolo di Zappo Zap si alleò diventando ausiliario dello Stato Libero del Congo. Nel 1899 furono mandati dalle autorità coloniali a riscuotere le tasse. Massacrarono molti paesani causando una protesta internazionale.
Quando nel 1888 i tentativi della Compagnia dell'Africa Orientale Tedesca di iniziare un dominio fallirono di fronte alla resistenza africana, chiese aiuto a Bismarck che inizialmente lo rifiutò. Nel 1889 Wissmann fu promosso capitano e nominato Reichskommissar dell'Africa Orientale Tedesca dove gli fu chiesto di sopprimere la rivolta di Abushiri guidata da Abushiri ibn Salim al-Harthi. A Wissmann fu dato un solo ordine: "Vittoria".
Durante il viaggio verso l'Africa orientale Wissmann assunse come mercenari dei soldati Sudanesi provenienti dall'esercito anglo-egiziano a cui si unirono gli Zulu del Sudafrica. I tedeschi, con l'alleanza navale dei britannici, fortificarono Bagamoyo, Dar es Salaam e riconquistarono Tanga e Pangani. Gli uomini di Wissmann, grazie alla maggiore potenza di fuoco, riconquistarono anche il resto della striscia costiera. Fortificarono la guarnigione di Mpwapwa e riaprirono la rotta carovaniera che attraversava la zona grazie ai tenenti Langheld, Sigle, Charles Stokes ed al sergente Bauer. Poco dopo Abushiri fu arrestato e giustiziato a Pangani il 16 dicembre 1889. Nel gennaio 1890 Wissmann emanò una grazia per i ribelli rimasti.
Wissmann fu promosso maggiore nel 1890, e fu accolto come un eroe al suo ritorno in Germania. Nel 1891 fu nominato Commissario della regione occidentale dell'Africa Orientale Tedesca e divenne governatore nel 1895. La pessima salute lo obbligò a tornare in Germania nel 1896 dove scrisse numerosi libri e tenne conferenza in tutta la Germania. Morì per un incidente di caccia il 15 giugno 1905.

## Retaggio

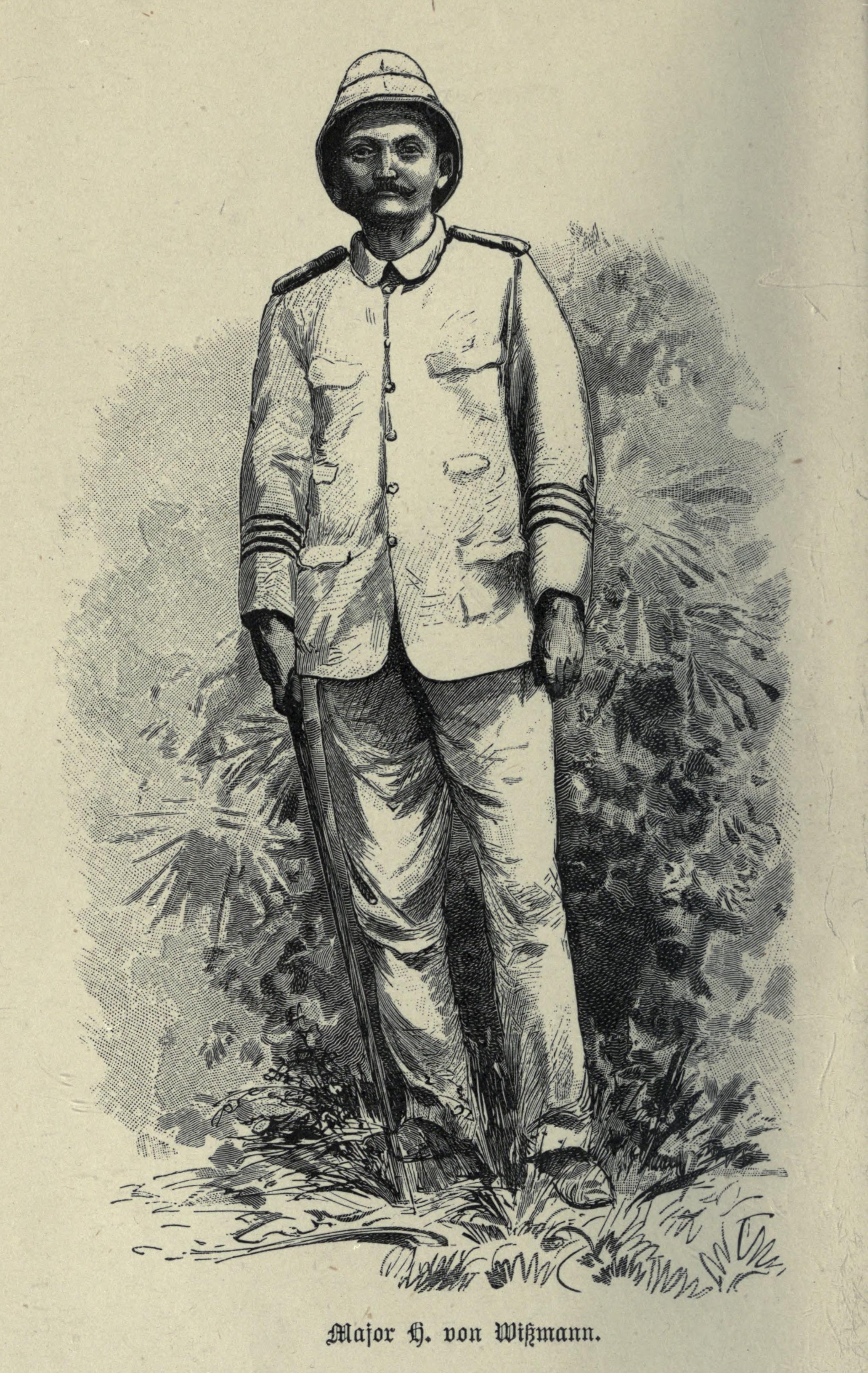
Maggiore Hermann Wissmann, d un'illustrazione del 1891

Nonostante fosse stimato dai suoi ufficiali, fu aspramente criticato da alcuni diplomatici tedeschi e da osservatori militari. Fu attaccato duramente per aver incendiato villaggi e devastato campi agricoli, giustiziato numerosi nativi e per aver tollerato violenze senza opporsi. Secondo il console generale tedesco di Zanzibar, Michelies, era un dittatore militare. Il retroammiraglio Deinhard, del distaccamento navale dell'Africa Orientale Tedesca, lo accusò di essere arrogante, privo di tatto, non diplomatico e carente di organizzazione e capacità amministrative.
Il termine "Wissmanntruppe" fu usato per indicare le unità militari e di polizia agli ordini di Wissmann. Formavano il nucleo delle successive Schutztruppe che sorsero dopo che il governo tedesco acquisì l'Africa orientale dopo il fallimento della Compagnia.
Nel 1890 fu costruite una steamship di nome SMS Hermann von Wissmann dal cantiere navale Janssen e Schilinsky di Amburgo. Fu costruita a pezzi in Germania e spedita in Africa orientale, trasportata via terra e varata nel lago Malawi nel settembre 1893. Fu catturata a Liuli dai britannici nella prima azione navale della prima guerra mondiale. Una versione simile ma più piccola fu chiamata SMS Hedwig von Wissmann dal nome della moglie di Hermann, varata nel lago Tanganica nel settembre 1900. Fu affondata nel 1916 in battaglia contro le HMS Mimi e lToutou.

## Opere
- Im Innern Afrikas, 3ª edizione, 1891
- Unter deutscher Flagge quer durch Afrika, 1880-83, 7ª edizione, 1890
- Meine zweite Durchquerung Aequatorial-Afrikas vom Kongo zum Zambesi während der Jahre 1886 u. 1887
- Schilderungen und Ratschläge zur Vorbereitung für den Aufenthalt und den Dienst in den deutschen Schutzgebieten, 1895